# Río Jizera
El río Jizera (en alemán: Iser, en polaco: Izera) es un río del norte de la República Checa, afluente por la derecha del Elba. En su cabecera sirve de frontera con el voivodato polaco de Baja Silesia y en sus 164 km de curso, de orientación predominante norte-sur, atraviesa las regiones de Liberec y Bohemia Central. Su cuenca se extiende 2193 km².

## Origen del nombre
Como otros topónimos de Bohemia (incluido este mismo), el nombre del río Jizera parece tener un origen céltico, por cuanto la tribu celta de los boyos pobló la zona en tiempos prerromanos, antes de ser asimilados por los marcomanos y otros pueblos germánicos y eslavos occidentales.
El origen celta del hidrónimo explicaría su similitud con los nombres de varios ríos de Europa situados también en territorios habitados por pueblos de esa filiación, como ocurre con el Isar (Baviera), el Isére (Francia), el Isel (Austria), el IJssel (Países Bajos), el Isarco (Tirol del Sur, Italia), o, en España, el Ésera en el Alto Aragón.
Es probable, sin embargo, que el étimo común al nombre de todos estos ríos (y de algunos más) fuera anterior a la llegada de los celtas a sus respectivas riberas, procediendo de la hipotética raíz indoeuropea eis/ois/is, con el significado de "rápido", o bien es/is, con el significado de "(corriente de) agua".

## Curso fluvial
El río Jizera nace a 885 metros de altitud, en la ladera sudoriental del monte Smrk, una de las cumbres principales de las Montañas Jizera, y en sus primeros 15 kilómetros sirve de frontera entre la República Checa y Polonia, recibiendo enseguida la aportación por la derecha del Jizerka (o Pequeño Jizera), que tiene su fuente en territorio polaco. Fluye luego por la llamada Gran Pradera de Jizera, en la Reserva Natural Nacional de Rašeliniště Jizery, bordea el parque nacional Krkonoše en las Montañas de los Gigantes y cruza transversalmente la cresta montañosa de Ještěd-Kozákov, parte de los Sudetes occidentales, entrando a partir de Turnov en un terreno más llano y abierto hasta desembocar en el Elba en la pequeña localidad balnearia de Lázně Toušeň, al nordeste de Praga, a 169 metros sobre el nivel del mar.
En su curso el río Jizera atraviesa, entre otras, las localidades de Jablonec nad Jizerou (no confundir con la mucho más populosa Jablonec nad Nisou), Jilemnice, Semily, Turnov, Mnichovo Hradiště, Bakov nad Jizerou, Železný Brod y Mladá Boleslav, la más importante de su curso. 
Además del Jizerka ya citado (y de otro de igual nombre por la izquierda), los principales afluentes del río Jizera son, por la derecha, el Kamenice y el Mohelka y, por la izquierda, el Mumlava y el Libuňka.

## Aprovechamientos
El río Jizera es una importante fuente de agua potable para la ciudad de Praga y su entorno. El agua se purifica mediante infiltración a través de las riberas arenosas del curso bajo del río, en parte de forma natural y en parte mediante bombeo, en las plantas de tratamiento de Benátky nad Jizerou y Sojovice.